# 恒安石
恒安石（Arthur W. Hummel Jr.，1920年6月1日—2001年2月6日），生于中華民國山西汾阳，美国著名外交官。

## 生平
恒安石出生在中国山西省汾阳，父亲恒慕义是一位公理会传教士，也是一位汉学家，担任汾阳铭义中学的校长。1923年，恒安石随父移居北京。1928年，恒慕义应聘担任美国国会图书馆东亚部主任，于是恒安石一家返回华盛顿。1940年，恒安石大学没有毕业，就回到北平，在辅仁大学附中担任英文教师。不久太平洋战争爆发，恒安石与在华北的英美籍人士一同被日军拘捕，关押在山东潍坊乐道院集中营，1944年6月9日夜，恒安石在地方抗日部队的帮助下成功越狱。二战结束以后，恒安石回到北平，参加联合国救济总署的工作，1949年回到美国。
恒安石在芝加哥大学获得中国研究硕士学位后，1950年开始在美国国务院工作。1965年至1966年曾於台北的美國駐中華民國大使館擔任副館長（外交銜級臨時代辦）。1968年，首次担任美国大使出使缅甸。1971年回到华盛顿，担任美国国务卿基辛格的高级顾问。1975年担任美国驻埃塞俄比亚大使。卸任回国后出任美國東亞暨太平洋事務助理國務卿，後來还曾担任美国驻巴基斯坦大使。
1981年里根当选总统以后，任命恒安石出任美国驻华大使。任内两国达成了《八一七公报》。从美国国务院退休后，曾任南京大学-霍普金斯大学中美文化研究中心主任。
2001年2月6日，恆安石先生在马里兰州去世，享年80歲。他生前具有深厚的中華文化修養和豐富的個人珍貴圖書收藏，其英文部分藏書由哈佛大學購買收藏，中文圖書最重要部分包括晚清和民國時期收藏保存在美國亞洲文化學院文庫－－崇德宣印堂，其他檔案及晚期圖書分佈在美國國務院和其母校芝加哥大學。 2012年5月29日美國亞洲文化學院校董會主席趙曉明代表學院將該院收藏的全部恆安石中文藏書捐贈給中國浙江大學檔案館。該批藏書是研究恆安石先生一生和伴隨其一生中國波瀾壯闊的百年史以及中美關係發展史的重要文獻。